# Satomi Tadayoshi
Satomi Tadayoshi est un nom japonais traditionnel ; le nom de famille (ou le nom d'école), Satomi, précède donc le prénom (ou le nom d'artiste).
Satomi Tadayoshi (里見 忠義, 1594-27 juillet 1622) est un obligé du clan Ōkubo à la fin de l'époque Azuchi Momoyama au XVIIe siècle. À la suite de la conspiration du clan Ōkubo contre l'autorité du shogunat Tokugawa, Tadayoshi et de nombreux autres affiliés des Ōkubo sont dépossédés de leurs avoirs personnels.

## Source de la traduction
- (en) Cet article est partiellement ou en totalité issu de l’article de Wikipédia en anglais intitulé « Satomi Tadayoshi » (voir la liste des auteurs).